# Michel-Aimé Baudouy
Michel-Aimé Baudouy, född 1909, död 20 september 1997, var en fransk barnboksförfattare.
Baudouy arbetade som lärare. Sin första bok L'enfant aux aigles (1949), skrevs under en tid som krigsfånge i Tyskland. Baudouys böcker tar ofta upp allvarliga ämnen som skilsmässor och menade att barnböcker inte skall undanhålla svåra ämnen.